# Факультативный референдум
Факультативный референдум (нем. fakultatives Referendum; фр. référendum facultatif, итал. referendum facoltativo, романш. referendum facultativ) — разновидность референдума, приём прямой демократии в Швейцарии и Лихтенштейне. Он позволяет гражданам отвергать законы, принятые законодательными и/или исполнительными органами на федеральном, кантональном или муниципальном уровне. 
На федеральном уровне голосование организуется по каждому закону, который собрал 50 тыс. подтверждённых подписей его противников в течение 100 дней со дня его публикации Национальным советом. Кроме этого, факультативный референдум может быть потребован минимумом восемью кантонами (т. н. «кантональный» референдум).
В отличие от обязательного референдума сбор подписей является необходимым условием для его проведения. Для одобрения факультативного референдума достаточно большинства голосов избирателей в отличие от обязательного референдума, который требует двойного большинства: избирателей и кантонов.

## История
Факультативные референдумы были введены в 1874 году после давления гражданских движений. Впервые такие референдумы были проведены 23 января 1875 года.

## Результаты факультативных референдумов
|                    | 1848—1950 | 1951—1980 | 1981—2014 | Всего |
| ------------------ | --------- | --------- | --------- | ----- |
| Проведено:         | 54        | 37        | 85        | 176   |
| Из них одобрено:   | 20        | 19        | 59        | 98    |
| Из них отвергнуто: | 34        | 18        | 26        | 78    |